# Cornelis Plaatzer
Cornelis Plaatzer (Noordwijk aan Zee, 27 oktober 1925 - Putten, 1 juli 1993) was sergeant-oorlogsvrijwilliger-parachutist en later beroepsmilitair. Hij werd onderscheiden met de Militaire Willems-Orde.
Tijdens de Tweede Wereldoorlog deed hij de Zeevaartschool. Ook hielp hij de visserij voor de kust van Noordwijk.
Cees Plaatzer was als oorlogsvrijwilliger in dienst bij het 2de Bataljon van het 9e Regiment Infanterie (9RI). Op 2 januari 1946 trad hij in werkelijke dienst, waarna hij werd uitgestuurd naar Nederlands-Indië. Hij deed een commandotraining en kreeg op vliegbasis Andir bij Bandung een parachutistenopleiding, waarna hij bij de 1e Parachutisten Compagnie werd ingedeeld.
Op 29 december 1948 nam hij deel aan Operatie Kraai in Djambi, Zuid-Sumatra. Als korporaal-parachutist sprong hij uit toestel 7 en kwam hij neer tussen het vliegveld Paal Merah en het olieterrein van de BPM te Kenali Asam bij Palembang. Daar maakte hij een weapon carrier van de vijand buit en begaf zich hiermee naar het vliegveld, samen met soldaat-chauffeur Butter en drie andere parachutisten, B F Peilow, Wolff en Adrian Woworuntu. Op een viersprong kwamen ze een vijandelijke post tegen, bestaande uit ongeveer 60 man. De chauffeur gaf vol gas, terwijl op de vijand werd geschoten, waarna deze op de vlucht sloeg. Ze maakten twee mitrailleurs buit, drie vrachtauto's, twee carriers, drie geweren en een grote hoeveelheid munitie en bezetten de viersprong, totdat de spits van de hen volgende troepen was aangekomen. Voor deze acties werd hij onderscheiden met de Willems-Orde.
In 1949 keerde Plaatzer naar Nederland terug, en werd in 1951 overgeplaatst naar de Luchtmacht. Op 17 juni 1953 trouwde hij in Delft met I.J. Kühn. Ze kregen vijf kinderen.

## Onderscheidingen
- Militaire Willems-orde (MWO.4) (K.B. no. 18, 7 januari 1950)[1]
- Ereteken voor Orde en Vrede met 4 gespen: 1946, 1947, 1948 en 1949
- Kruis voor Recht en Vrijheid met gesp Korea, 1 oktober 1951
- Trouwe dienst 24 jaar (zilver)
- Vierdaagse medaille
- UN Service Medal met gesp "KOREA" en Korean War Medal, 2-1-1953
- Bronze Star met letter V, 13-9-1952, uitgereikt door president Harry S. Truman;
- Distiguished Unit Citation (DUC), 1-8-1951
- Bronze Oak Leaf cluster verbonden aan DUC, 10-6-1952
- Unit Citation Korea, 1953

De onderscheidingen zijn tentoongesteld in het Commandomuseum in Roosendaal .
De Militaire Willems-Orde
Plaatzer werd Ridder MWO omdat:

"Heeft zich door het bedrijven van bijzondere moedige en beleidvolle daden in de strijd tegenover de vijand onderscheiden op 29 December 1948 als korporaal-parachutist tijdens de 2e politionele actie in Djambi (ZuidSumatra) na te zijn neergekomen op een terrein tussen het vliegveld Paal Merah en het olieterrein Kenali Asem. In het bijzonder door, toen hij een weapon-carrier op de vijand had buitgemaakt en de opdracht had ontvangen contact te maken met een ander Paragroep, welke zich reeds te Kenali Asem zou bevinden, tezamen met een soldaat-chauffeur en slechts drie andere parachutisten, zich met dit voertuig daarheen te begeven.
Voorts door, toen hij tegen schemerdonker, na een flauwe bocht in de weg, op ongeveer honderd meter afstand een viersprong waarnam, alwaar een vijftal vijandelijke vrachtauto's was opgesteld, waarbij zich een 60-tal gewapende vijand bevond, onmiddellijk op stoutmoedige wijze het bevel te geven met vol gas door te rijden en toen hij even voor de viersprong een vijandelijk 12.7 zware mitrailleur ontdekte, welke aan de rechterkant van de weg, met het front in zijn richting, was opgesteld,  terwijl de soldaat-chauffeur eenzelfde mitrailleur waarnam links van de weg, deze opstellingsplaats genaderd zijnde, van de weaponcarrier boven op de mitrailleurbediening ter rechter zijde te springen, deze buiten gevecht te stellen, de mitrailleur 180° om te draaien en daarmede het vuur te openen op de vijandelijke concentratie, die, volkomen verrast, in alle richtingen vluchtte. Vervolgens door, nadat de soldaat-chauffeur met de weapon-carrier op de bediening van de andere mitrailleur was ingereden, waardoor deze inmiddels was veronzijdigd met de overige manschappen en de twee buitgemaakte mitrailleurs de viersprong bezet te houden tot de spits van de hem volgende troepen was aangekomen."

## Trivia
In de media wordt vaak de voornaam Cor gebruikt, maar hij werd Cees genoemd.